# Peter Elson
Peter George Elson, kurz Peter Elson (* 13. Januar 1947 in Ealing, London; † März 1998 in Skegness) war ein englischer Science-Fiction-Illustrator.
Elson hat in den 70er und 80er Jahren hunderte Cover von Science-Fiction-Romanen illustriert. Elsons Werke waren zumeist detaillierte Raumschiffzeichnungen die vor einem farbenfrohen Weltraumhintergrund abgebildet wurden. Seine Arbeiten und sein Stil beeinflusste eine ganze Generation von Science-Fiction-Illustratoren und Konzeptgrafikern.
Elson starb im März 1998 in Skegness, England an einem Herzanfall, nachdem er für die Butlin's Holiday Camps Collagen für ein Wandbild erstellt hatte und sich in einer Hotel Bar ausgeruht hat. Die meisten seiner Arbeiten fielen nach seinem Tod in den Besitz seiner Schwester.
Die Raumschiffdesigns des Echtzeit-Strategiespiels Homeworld von 1999 (sowie später Homeworld: Cataclysm und Homeworld 2) weisen starke Ähnlichkeiten zu den Illustrationen der Künstler Chris Foss und Peter Elson auf, die beide in der speziellen Dank geht an-Sektion der end credits (Nachspann) erwähnt werden.